# 跃进街道 (石家庄市)
跃进街道，是中华人民共和国河北省石家庄市长安区下辖的一个乡镇级行政单位。

## 行政区划
跃进街道下辖以下地区：
和平路社区、翟东社区、金建社区、炼油厂社区、瑞国花园社区、建华北大街社区和书香尊园社区。